# Rio Boa Viagem
O Rio Boa Viagem é um rio brasileiro que banha o estado do Ceará.
É um afluente do rio Quixeramobim.